# 다흐슈타인산

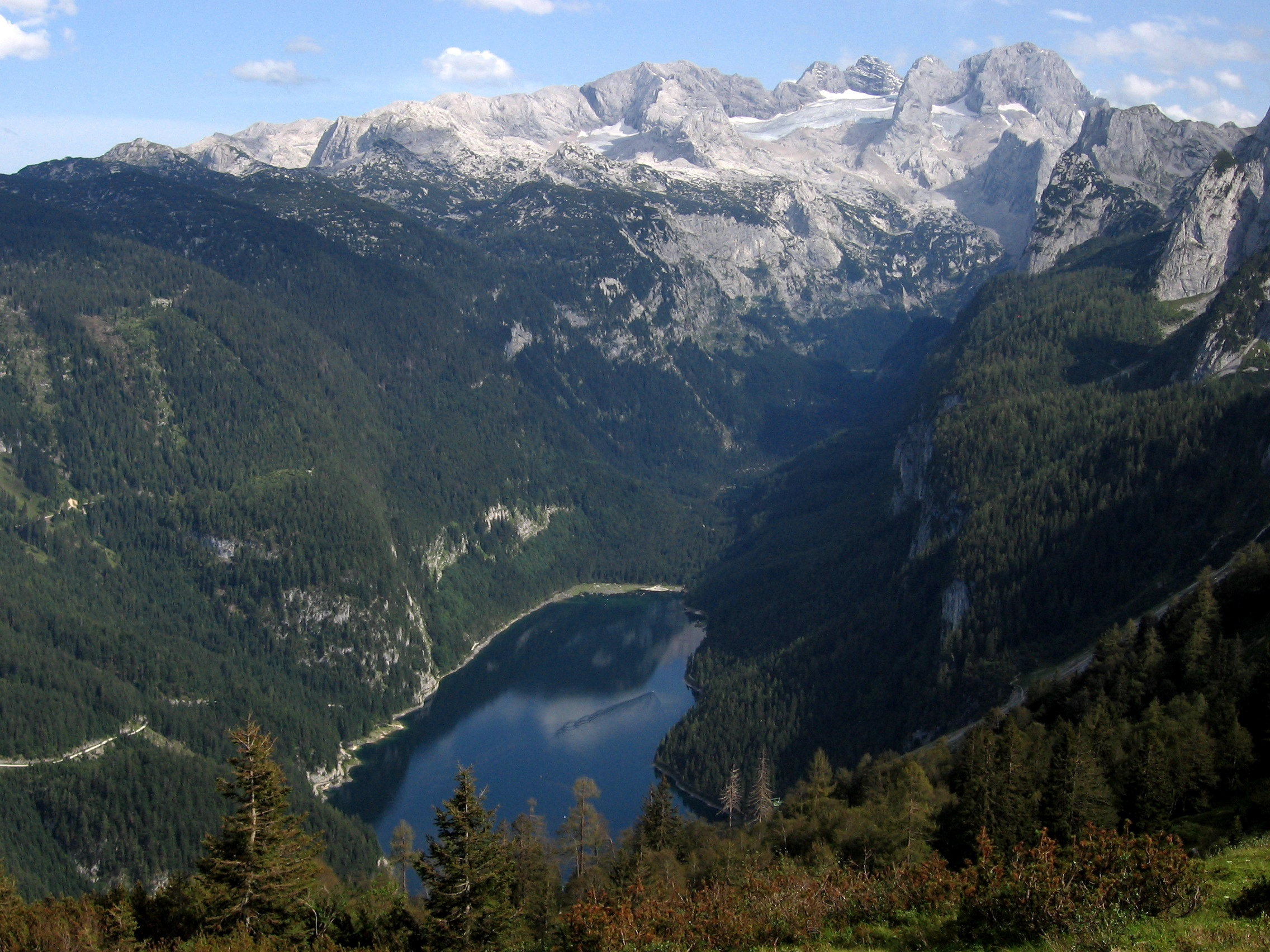
다흐슈타인 산

다흐슈타인산(독일어: Dachstein)은 오스트리아의 산이며, 고도는 2,995m에 육박한다. 할슈타트호 주변을 중심으로 "할슈타트-다흐슈타인 잘츠카머구트 문화경관"으로 유네스코 세계 유산으로 등록되어 있다.

## 같이 보기
- 오스트리아의 세계유산